# Eine Reise nach Klagenfurt
Eine Reise nach Klagenfurt ist eine Erzählung von Uwe Johnson, die 1974 bei Suhrkamp in Frankfurt am Main erschien. Der Arbeitstitel dieser Totenklage soll „Ingeborg Bachmann, Klagenfurt-Rom“ geheißen haben.  Ingeborg Bachmann hat ihr Rom geliebt und wurde in Klagenfurt beigesetzt.

## Form
In vier Kapiteln macht sich Uwe Johnson in Klagenfurt auf die viertägige akribisch-sarkastische Suche nach der Herkunft von Ingeborg Bachmann. In Collage werden 18 alphabetisch geordnete Bachmann-Zitate und 44 durchnummerierte Äußerungen Dritter (aus Zeitungsartikeln et cetera) sowie eigene Briefe an Ingeborg Bachmann in den Text eingebaut und teilweise repetiert. Die Wiederholung tritt überhaupt als das dominierende Stilelement hervor. Zum Beispiel tauchen die Namen Klagenfurter Honoratioren, wie Hans Außerwinkler von der S.P.Ö., immer wieder auf und drücken schließlich so etwas wie Vereinnahmung einer zu Lebzeiten wenig geliebten Klagenfurterin aus. Deutlich springt die Sinn stiftende Funktion der eingestreuten Bachmann-Zitate im dritten Kapitel in das Leserauge. Da wird aus einem dem Leser bereits bekannten Zitat eine Sequenz aus drei oder auch vier Wörtern herausgerissen und als Anlass für den Erkundungsgang Johnsons durch Klagenfurt genommen. Johnson schreibt seine Klagenfurter Erlebnisse nicht in der Ich-Form nieder, sondern appelliert an den Leser. Statt „ich habe“ steht „Sie haben“.

## Inhalt und Interpretation
Klagenfurt, Montag, 29. Oktober 1973
Vier Tage nach der Beisetzung der Dichterin reist Johnson in Klagenfurt an und begibt sich nach Klagenfurt-Annabichl auf den Städtischen Friedhof. Im Feld XXV, Klasse I, Reihe 3 findet er das Grab unter Nummer 16 vor. Die erste Ironie in dem Text geht von einem Bachmann-Zitat aus, das die Heimatstadt als schwer erträglichen Ort, der das Heimkehren nicht lohnt, einstuft. Und doch findet die tote Dichterin in Klagenfurt ihre letzte Ruhestätte.
Klagenfurt
Johnson hat in dem Kapitel den 30. Oktober 1973 einmal genannt und Bachmann-Zitate reichlich eingearbeitet. Bachmann selbst bleibt in dem Kapitel unerwähnt. Nur an zwei Stellen ist von einem anonymen kleinen Mädchen die Rede. Bei genauerem Lesen und Vergleich mit dem ersten Kapitel finden sich jedoch Hinweise auf Ingeborg Bachmann; zum Beispiel auf ihr altes Gymnasium, das seit 1938 im Deutschen Reich „Staatliche Oberschule für Mädchen“ heißt. Das zweite Kapitel ist ganz dem „Anschluss“ Österreichs und der Hitler-Begeisterung der Kärntner anlässlich eines „Führerbesuchs“ gewidmet.
Johnson beschreibt den Jubel bei oben genannter Hitler-Visite am 5. April 1938, das Wüten der S.S. unter den Slowenen, den Abtransport von 150 Österreichern in das Konzentrationslager Dachau, die alliierten Luftangriffe bis 1945, die Abrechnung der jugoslawischen Partisanen im Mai 1945 und die britische Besetzung Klagenfurts bis 1956. Auch im zweiten Kapitel fehlen die Sarkasmen nicht.
Rom
Zunächst wird eine Anekdote zum besten gegeben. Ingeborg Bachmann weckt mit ihrem nächtlichen Schreibmaschinengeklapper Römer aus dem Schlaf. Die herbeigerufene Polizei wundert sich. Wie kann eine junge Frau wegen so "kleiner Gedichte", noch dazu in einer Barbarensprache verfasst, einen derartigen Riesenlärm veranstalten! Nach diesem Histörchen montiert Johnson einen seiner Briefe an Ingeborg Bachmann ein – den vom 30. Juli 1970. Aus dem geht hervor, dass Johnson mit seiner Gattin gegenüber einer der römischen Wohnungen der Adressatin untergekommen war. Johnson, am vorletzten Tag seines Klagenfurt-Aufenthalts, vollführt Gedankensprünge zwischen Rom und Klagenfurt. Mokant gedenkt er eines Klagenfurter Babys, das 1938, erwachsen geworden, aus Österreich emigrierte: Robert Musil. Ein Vorhaben hält Johnson durch: Über alles Mögliche wird schwadroniert und gesprochen; nur über Ingeborg Bachmann nicht. Trotzdem ist die teure Tote präsent; zum Beispiel beim ausufernden Thema Bestattung prominenter heretici außerhalb katholischer Friedhöfe Roms. Da wird ein Weimarer Flüchtling Goethe bemüht, der zugegen gewesen sein soll, als ein Protestant in Romnähe extra muros verscharrt wurde. Die Liste der in Italien respektive bei Rom begrabenen Ketzer wird um den Protestanten Platen erweitert und mit einem Lieblingszitat Ingeborg Bachmanns
Wer die Schönheit angeschaut mit Augen,
Ist dem Tode schon anheimgegeben
erwähnt. Humboldts Bemühen um die würdige Gestaltung der Gräber seiner Söhne bei Rom kommt zur Sprache. Wie gesagt – Bachmann ist in dieser Totenklage präsent. In einem der Zitate sieht des Lesers geistiges Auge die Dichterin auf dem Protestantischen Friedhof in Rom stehend.
Donnerstag, 1. November 1973
Am Abreisetag – passend zu Allerheiligen – greift Johnson, passend wie die Faust aufs Auge, einen Artikel aus einer Klagenfurter Tageszeitung zum Thema Feuerbestattung auf. Ein Nachruf, wie auch dieser, ist – nach einem zu Textbeginn gegebenen Bachmann-Zitat – stets indiskret. Johnson schreibt über den ganzen Text hinweg gegen dieses die Schreibkraft lähmende Statement tapfer an. Er weicht im ziemlich knappen Schlusskapitel nach gewohnter Manier auf Nebendinge aus; plaudert über seinen Rückflug nach Deutschland.

## Selbstzeugnis
Uwe Johnson in seinem vorletzten Lebensjahr: „Dies Buch war das einzige, was ich gegen ihn [den Tod Ingeborg Bachmanns] unternehmen konnte.“

## Rezeption
- Böll[19] vermutet 1974 eine Symbolik. Johnson wolle der Frage nachgehen: Ist Ingeborg Bachmann 1938 aus der Kärntner Heimat vertrieben worden? Zum Nationalsozialismus von 1938 bis 1945 in Klagenfurt stellt Böll mit Nachdruck klar: Anstelle des Namens dieser Stadt könne auch der Name manch anderer Stadt mit Deutsch sprechenden Einwohnern genommen werden. Ebenso wie Böll bejaht Grambow[20] den kleinen Text; apostrophiert ihn als „bewegend“ und durch „intensives Nachsinnen“ geformt.
- Nach Michaelis[21] stellt Johnson das Leben Ingeborg Bachmanns zwischen den beiden Polen Klagenfurt und Rom dar. Hanuschek[22] ordnet diese Biographie der nichtfiktionalen Prosa zu.
- Johnson sieht Ingeborg Bachmann als einsame Frau, die die seelische Wunde ihrer Kindheit, in Klagenfurt durch die Nazis geschlagen, nicht in ihrem geliebten Rom habe ausheilen können.[23]
- Neumann[24] bezieht sich auf die am Textanfang genannte Sitzung der Westberliner Akademie der Künste am 4. November 1973 und macht auf einen Fehler Johnsons in seiner Gedenkrede aufmerksam. Ingeborg Bachmann habe Freud[25] nicht ins Italienische übertragen.[26] Neumann erhellt Texthindergründe. Johnson und Ingeborg Bachmann wurden am 23. Oktober 1959 anlässlich einer Tagung der Gruppe 47 auf der Elmau miteinander bekannt. Freunde[27] wurden sie erst im Sommer 1962 in Rom, während Johnson als Stipendiat in der Villa Massimo weilte.[28] Johnson flicht vier seiner Briefe an Ingeborg Bachmann in den Text ein[29]. Den Briefwechsel hatte Ingeborg Bachmann am 1. Januar 1961 eröffnet.[30] „Im Etablissement der Schmetterlinge – Einundzwanzig Portraits aus der Gruppe 47“ (1986) habe Hans Werner Richter die beiden als „Außenseiter der Gesellschaft“[31] bezeichnet. Grambow gibt diesen Umstand weniger harsch wieder. Danach spräche Richter von zwei „Grenzgängern“, von „Menschen, die an der Bewußtseinsgrenze ihrer Existenz lebten“.[32]

### Textausgaben
Erstveröffentlichung und verwendete Ausgabe
- Eine Reise nach Klagenfurt. Suhrkamp, Frankfurt am Main 1974 (suhrkamp taschenbuch 235), ISBN 978-3-518-36735-3

Ausgaben in fremden Sprachen
- A trip to Klagenfurt: in the footsteps of Ingeborg Bachmann. Translation from the German by Damion Searls. Northwestern University Press, Evanston (Illinois) 2004
- Une visite à Klagenfurt. Actes Sud, Arles 1990 (1. Aufl.)

### Sekundärliteratur
- Rolf Michaelis: Totenklage. Ein Lebensbild in Zitaten. Uwe Johnson über Ingeborg Bachmann. S. 255–256 (aus: „Die Zeit“ vom 6. September 1974) in: Rainer Gerlach (Hrsg.), Matthias Richter (Hrsg.): Uwe Johnson. Suhrkamp, Frankfurt am Main 1984 (suhrkamp taschenbuch 2061), ISBN 3-518-38561-5
- Heinrich Böll: Spurensicherung. Über Uwe Johnson, „Eine Reise nach Klagenfurt“. S. 257–259 (aus: „Frankfurter Allgemeine Zeitung“ vom 23. November 1974) in: ebenda
- Sven Hanuschek: Uwe Johnson. Morgenbuch Verlag, Berlin 1994 (1. Aufl., Köpfe des 20. Jahrhunderts, Bd. 124), ISBN 3-371-00391-4
- Bernd Neumann: Uwe Johnson. Europäische Verlagsanstalt, Hamburg 1994, ISBN 3-434-50051-0
- Wolfgang Braune-Steininger: Parameter der Fremdabbildung in Uwe Johnsons „Eine Reise nach Klagenfurt“. S. 333–339 in Carsten Gansel (Hrsg.), Nicolai Riedel (Hrsg.): Uwe Johnson zwischen Vormoderne und Postmoderne. de Gruyter, Berlin 1995, ISBN 3-11-014671-1
- Jürgen Grambow: Uwe Johnson. Rowohlt, Reinbek bei Hamburg 1997 (Aufl. 2000), ISBN 3-499-50445-6